# Dynfrölöpare
Dynfrölöpare (Harpalus neglectus) är en skalbaggsart som beskrevs av Audinet-serville 1821. Dynfrölöpare ingår i släktet Harpalus, och familjen jordlöpare. Enligt den svenska rödlistan är arten nära hotad i Sverige. Arten förekommer i Götaland, Gotland och Öland. Artens livsmiljö är havsstränder, jordbrukslandskap.